# Sant'Agnese fuori le mura (titre cardinalice)
Sant'Agnese fuori le mura (en français : Sainte-Agnès-hors-les-Murs) est un titre cardinalice institué par le pape Innocent X le 5 octobre 1654 en remplacement de Sainte-Agnès-en-Agone, supprimé pour raisons de famille.
La basilique Sant'Agnese fuori le Mura (basilique Sainte-Agnès-hors-les-Murs) est répertoriée dans le Liber Pontificalis comme étant de fondation constantinienne. Elle est mentionnée dans les biographies des papes Libère, Innocent Ier, Boniface Ier et Léon III. elle dépend alors du titulis Vestinae et est le siège d'un monastère féminin. En 1480, Sixte IV remplace les moniales par les frères de l'ordre de Saint-Ambroise "ad nemus" (Saint-Ambroise du Bois) de Milan, qui lors d'un nouveau changement en 1489 sont à leur tour remplacés par les chanoines réguliers du Latran. La basilique dépend alors de l'archibasilique patriarcale du Latran.
Depuis la fin de la Renaissance, le 21 janvier de chaque année, la basilique offre deux agneaux blancs élevés par les pères trappistes de l'abbaye des Trois-Fontaines (Tre Fontane) et bénis par l'abbé général des chanoines réguliers du Latran sur l'autel de sainte Agnès, dans l'archibasilique. Le même jour, les agneaux sont offerts au souverain pontife en signe de sujétion de l'archibasilique.
Avec la laine de ces agneaux sont fabriqués les palliums qui seront remis par le pape aux archevêques métropolitains.

## Titulaires
| - Baccio Aldobrandini (1654-1658) - Girolamo Farnese (1658-1668) - Vitaliano Visconti (1669-1671) - Federico Borromeo (1672-1673) - Toussaint Forbin de Janson (1690-1693) - Giambattista Spinola (1696-1698) - Rannuzio Pallavicino (1706-1712) - Giorgio Spinola (1721-1734) - Serafino Cenci (1735-1740) - Filippo Maria De Monti (1743-1747) - Frédéric Jérôme de La Rochefoucauld (1747-1757) - Étienne-René Potier de Gesvres (1758-1774) - Luigi Valenti Gonzaga (1778-1790) - Giuseppe Spina (1802-1820) - Dionisio Bardaxí y Azara (1822-1826) | - Ignazio Nasalli (1827-1831) - Filippo Giudice Caracciolo, Orat. (1833-1844) - Hugues de La Tour d'Auvergne-Lauragais (1846-1851) - Girolamo D'Andrea (1852-1860); in commendam (1860-1868) - Lorenzo Barili (1868-1875) - Pietro Gianelli (1875-1881) - Charles Martial Lavigerie (1882-1892) - Georg von Kopp (1893-1914) - Károly Hornig (1914-1917) - Adolf Bertram (1919-1945) - Samuel Alphonsus Stritch (1946-1958) - Carlo Confalonieri (1958-1972) - Louis-Jean-Frédéric Guyot (1973-1988) - Camillo Ruini (1991-) |

## Sources
- (it) Cet article est partiellement ou en totalité issu de l’article de Wikipédia en italien intitulé « Sant'Agnese fuori le mura (titolo cardinalizio) » (voir la liste des auteurs).